# لبانة (مهنة)
اللَّبَّانة أو الحلَّابَة هي الأنثى التي تحلب الأبقار. وقد استخدمَت الحليب في تحضير منتجات الألبان مثل القشدة والزبدة والجبن وظفت العديد من المنازل الكبيرة اللبَّانات بدلاً من وجود موظفين آخرين يقومون بهذا العمل. وهذه المهنة تختلف عن مهنة توصيل الحليب بمعنى الشخص الذي يسلم الحليب للمستهلك. هو المعادل لمهنة راعي البقر أو اللبَّان. 

## انظر أيضا

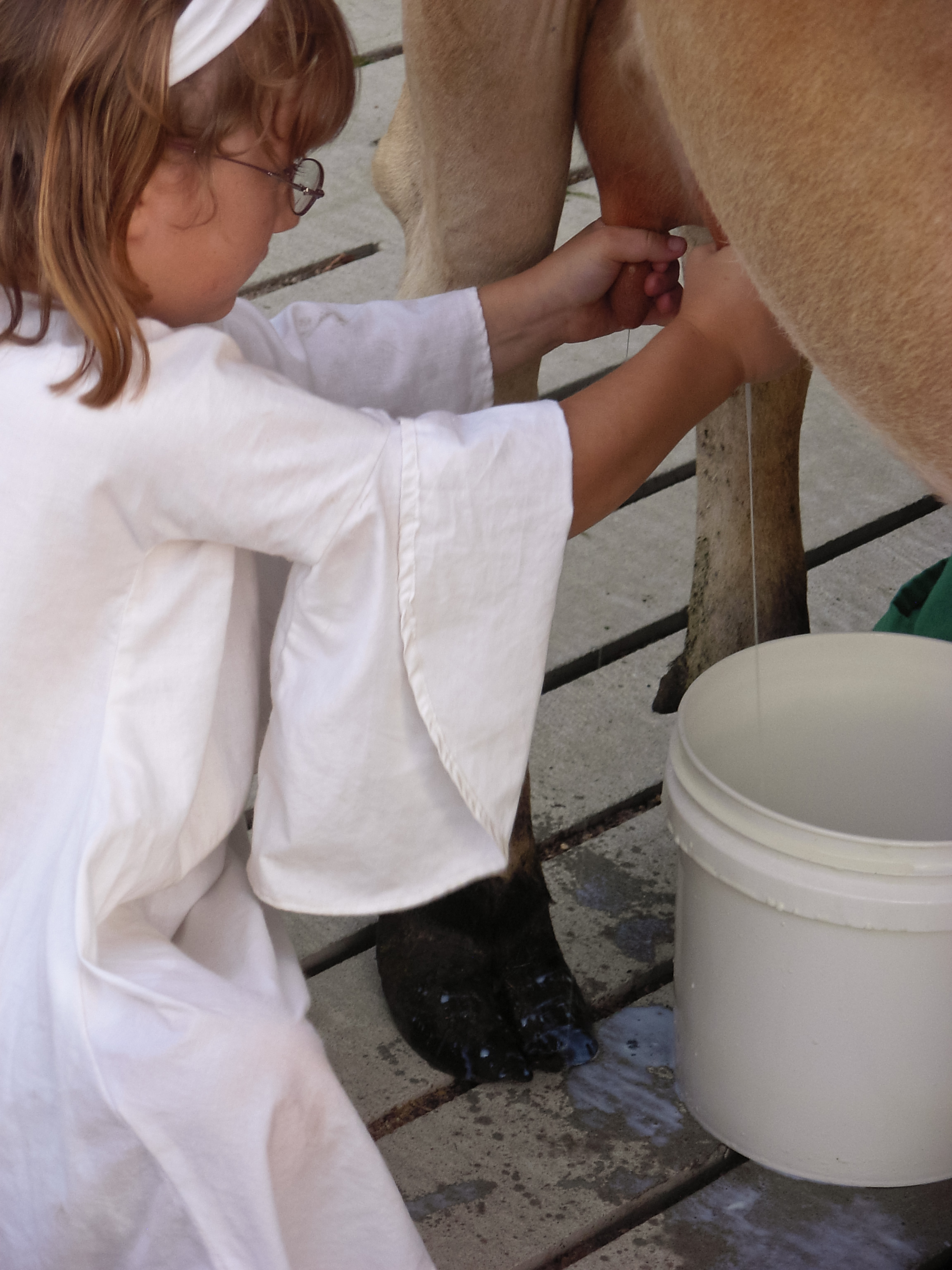
لبَّانة في مِنِسوتة في الولايات المتحدة